# ميكائيل بن سلجوق
كان ميخائيل بيك بن سَلْجُوق أحد أبناء السلاجقة وأحد زعماء قبيلة قنق التركية، عاش ميخائيل في القرن الحادي عشر الميلادي وكان والده سَلْجُوق مؤسس السلالة السَلْجُوقية. على الرغم من أن أبناء السلاجقة قد تولوا العرش بعد وفاته ، إلا أن السلاجقة أنفسهم كانوا القادة الوحيدين لقبيلة بهنام قنق.
كانت قبيلة قنق إحدى قبائل الأوغوز التركية الوثنية، ولم تكن مسلمة في البداية مثل بقية الأوغوز. وبعد اعتناق الإسلام ، بدأ السَلْجُوق وأبناؤه في قتال غير المسلمين ، وقتل ميخائيل في إحدى هذه المعارك. التاريخ الدقيق لوفاته غير معروف ، إلا أنه يجب أن يكون في أوائل القرن الحادي عشر.
كان لميخائيل ولدان اسمهما جغري و طغرل اللذين أسسا إمبراطورية السَلْجُوق فيما بعد.